# Loris Benito
Loris Benito (Aarau, Suiza, 7 de enero de 1992) es un futbolista suizo. Juega como defensor en el B. S. C. Young Boys de la Superliga de Suiza.

## Biografía
Nació en Suiza aunque sus padres son españoles.[cita requerida] Es sobrino del exjugador Iván Benito.

## Selección nacional
Ha sido internacional con la selección sub-19 y sub-21 de Suiza en 9 ocasiones anotando 1 gol. El 14 de noviembre de 2018 hizo su debut con la absoluta en un amistoso ante Catar que acabó con victoria del conjunto asiático por 0-1.

## Clubes
| Club                       | País     | Año       |
| -------------------------- | -------- | --------- |
| F. C. Aarau                | Suiza    | 2009-2012 |
| F. C. Zürich               | Suiza    | 2012-2014 |
| S. L. Benfica              | Portugal | 2014-2015 |
| B. S. C. Young Boys        | Suiza    | 2015-2019 |
| F. C. Girondins de Burdeos | Francia  | 2019-2021 |
| F. C. Sion                 | Suiza    | 2022      |
| B. S. C. Young Boys        | Suiza    | 2022-     |

## Palmarés

### Campeonatos nacionales
| Título             | Club                | País     | Año  |
| ------------------ | ------------------- | -------- | ---- |
| Copa de Suiza      | F. C. Zürich        | Suiza    | 2014 |
| Primeira Liga      | S. L. Benfica       | Portugal | 2015 |
| Copa de la Liga    | S. L. Benfica       | Portugal | 2015 |
| Superliga de Suiza | B. S. C. Young Boys | Suiza    | 2018 |
| Superliga de Suiza | B. S. C. Young Boys | Suiza    | 2019 |
| Superliga de Suiza | B. S. C. Young Boys | Suiza    | 2023 |
| Copa de Suiza      | B. S. C. Young Boys | Suiza    | 2023 |
| Superliga de Suiza | B. S. C. Young Boys | Suiza    | 2024 |